# روفوس بروت
روفوس بروت (انگلیسی: Rufus Brevett؛ زادهٔ ۲۴ سپتامبر ۱۹۶۹) بازیکن فوتبال اهل بریتانیا است.
از باشگاه‌هایی که در آن بازی کرده‌است می‌توان به باشگاه فوتبال دونکستر راورز، باشگاه فوتبال کویینز پارک رنجرز، باشگاه فوتبال فولام، باشگاه فوتبال آکسفورد یونایتد، باشگاه فوتبال وستهام یونایتد، باشگاه فوتبال پلیموث آرگیل، و باشگاه فوتبال لستر سیتی اشاره کرد.